# Close to Me (The Cure)
Close to Me is een nummer van de Britse new waveband The Cure uit 1985. Het is de tweede en laatste single van hun zesde studioalbum The Head on the Door.
"Close to Me" was niet het favoriete nummer van The Cure-zanger Robert Smith. "We hebben weleens betere platen gemaakt", aldus Smith. In de videoclip die bij het nummer hoort zijn de vijf Cure-leden om onduidelijke redenen vast in een kleerkast die op de rand van een afgrond balanceert. "Close to Me" werd een (bescheiden) succes op de Britse eilanden, in Duitsland, Frankrijk, Australië, Nieuw-Zeeland en het Nederlandse taalgebied. In thuisland het Verenigd Koninkrijk haalde de plaat de 24e positie van de UK Singles Chart. In Nederland was de plaat op vrijdag 4 oktober 1985 Veronica Alarmschijf op Hilversum 3 en werd een radiohit. De plaat bereikte de 21e positie in de Nederlandse Top 40, de 16e positie in de Nationale Hitparade en de 18e positie in de TROS Top 50. In België bereikte de plaat de 25e positie in de Vlaamse Radio 2 Top 30.

## NPO Radio 2 Top 2000
| Nummer met noteringen in de NPO Radio 2 Top 2000 | '00 | '01  | '02 | '03 | '04 | '05 | '06 | '07 | '08 | '09  | '10  | '11  | '12 | '13 | '14  | '15  | '16  | '17  | '18  | '19  | '20  | '21  | '22  | '23  | '24  |
| ------------------------------------------------ | --- | ---- | --- | --- | --- | --- | --- | --- | --- | ---- | ---- | ---- | --- | --- | ---- | ---- | ---- | ---- | ---- | ---- | ---- | ---- | ---- | ---- | ---- |
| Close to Me                                      | 692 | 1101 | 770 | 758 | 653 | 937 | 839 | 856 | 780 | 1163 | 1164 | 1156 | 954 | 807 | 1015 | 1008 | 1055 | 1132 | 1566 | 1158 | 1054 | 1008 | 1011 | 1059 | 1044 |

1. ↑  Een vetgedrukt getal geeft de hoogste notering aan.
2. ↑  2000 was het eerste jaar met een notering voor dit nummer.